# Zamacueca
La zamacueca es un estilo musical originado en el Virreinato del Perú. Es un baile de pareja suelta, donde se representa el asedio amoroso de una mujer por parte de un hombre. Se considera a este estilo musical como precedente de la cueca, la zamba, chacarera, bailecito y la marinera. 
La terminología de "zamba" y "cueca" hace alusión a aquel asedio similar al que efectúan los gallos a las gallinas y saca pasos de la pelea de gallos muy popular en las fiestas durante el Virreinato del Perú del Imperio español.
El musicólogo Carlos Vega sostiene que «[era] una danza aristocrática europea importada hacia 1800 [...,] parece haber sido una simple variante de la gavota, pero habría llegado a América ya diferenciado». La zamacueca se habría originado en los bailes españoles jota —con elementos típicos de la jota aragonesa, como el baile en pareja, y de la jota andaluza, como el zapateo— y fandango:

Bailan siempre el fandango sólo dos personas, que no se tocan jamás, ni siquiera con la mano. Pero cuando se observan los desafíos que una a otra se hacen, ya retirándose, ya acercándose de nuevo; cuando se advierte cómo la mujer, justamente en el instante en que pareciera que va a ser vencida, se escurre de pronto del hombre victorioso con renovada vivacidad; cómo la persigue aquél y cómo lo persigue ella; luego cuando se comprende que en todas sus miradas, sus gestos y las posiciones que adoptan, expresan las variadísimas emociones que los inflaman por igual.
J. Casanova, Madrid, 1767.

## Características

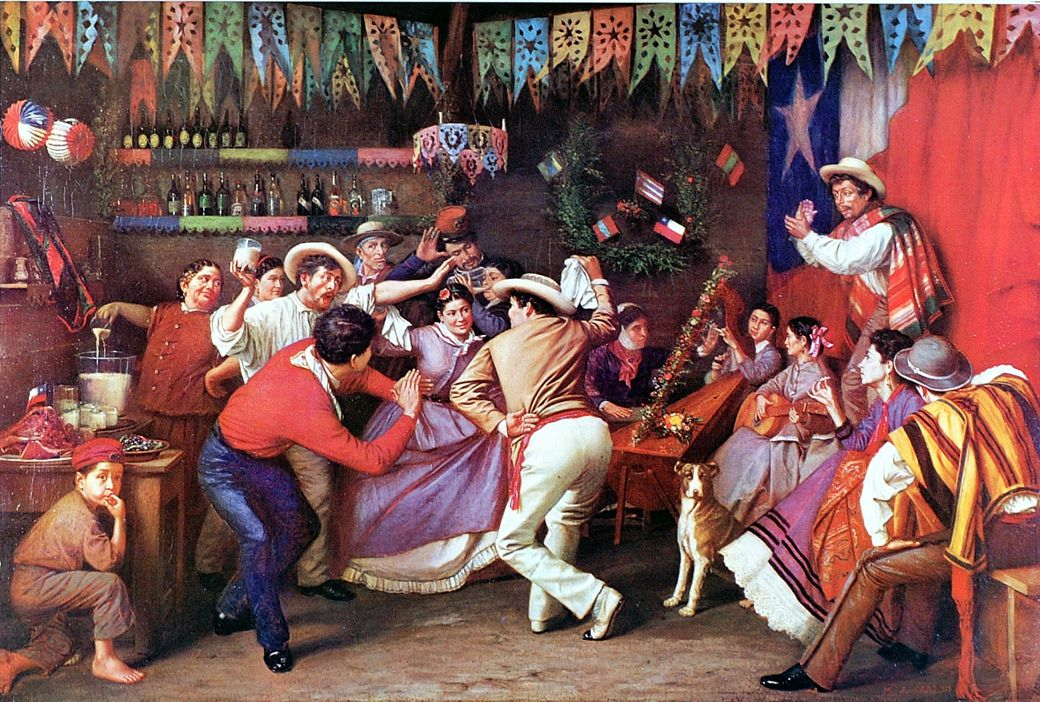
La zamacueca (Manuel Antonio Caro, 1873).

El ritmo se tocaba principalmente con el laúd (antes de convertirse en la actual guitarra) o arpa, en donde se tamborileaba el ritmo antes de la aparición del ahora popularmente conocido cajón peruano. Según dicen Salas y Pauletto, «es una danza alegre y movida que se caracteriza por su particular acentuación».
La nota distintiva de la zamacueca es que se baila empuñando un pañuelo blanco en la mano derecha (ambos danzantes), el cual es agitado alborotadamente en el aire por sobre la altura de la cabeza y con movimientos pélvicos heredados de la cultura afro. Los máximos exponentes de dicho baile y forma musical se reunían en la afamada Fiesta de Amancaes, en donde se realizaban concursos de platos típicos de distintas regiones, de caballos peruanos de paso y música criolla.
La zamacueca clásica es también conocida como canto de jarana o marinera limeña. Se suele finalizar a manera de fuga con la conocida resbalosa. Es un género culto, limitado a una ejecución correcta solamente entre artistas de origen limeño, sobre todo criollos, mulatos y negros de familias tradicionalmente cultoras.
Para su vestuario la mujer usa un camisón llamado anaco que sobresale a manera de blusa sobre la falda ancha pegada a la cintura. También son muy vistosas las famosas "dormilonas", artísticos pendientes trabajados en filigrama. El varón utiliza sombrero de paja fina, camisa a rayas o blanca, faja norteña y pantalón blanco o negro.

## Origen
El origen de la zamacueca proviene del mestizaje musical que se dio entre los gitanos y los mulatos que habitaban Lima durante el Virreinato del Perú. El temperamento, la sátira y la ejecución lamentosa y rebelde de la guitarra tiene un origen gitano, mientras que la forma corista y el tundete tiene una dulzura de origen africano. Se remonta a los siglos XVI y XVII en donde esta forma mestiza musical comienza a destacar en el Rímac, Barrios Altos, en barrios del Callao y en bares ubicados entre los puentes, callejones y balcones limeños. 

### Corriente peruanista
Esta corriente sostiene que este baile es exclusivamente peruano. El historiador peruano Rómulo Cúneo Vidal indica que la zamacueca era una danza de descanso, cuyo nombre proviene del quechua zawani, que significa baile del día de descanso y que zamiquiqui era el descanso campesino luego de una semana de trabajo durante el Virreinato del Perú. Sus afirmaciones se respaldan en huacos de la Cultura mochica e Inca donde el hombre tiene la mano en la cintura y la mujer la mano en la espalda y ambos sostiene un bolso o pañuelo.

### Corriente hispanista
Esta corriente sostiene que la zamacueca estaría inspirada en los bailes virreinales de salón como el minué, la cuadrilla o el rigodón, que fueron copiados por la servidumbre y luego el pueblo. Las melodías, los tonos, la guitarra y el arpa conforman el aporte hispánico al baile.
Los ritmos europeos como el fandango y las cashuas permitieron la creación de la sajuriana chilena, el zambo venezolano, el cielo o cielito gaucho rioplatense, el amorfino ecuatoriano, el bambuco granadino, y el toro mata en el Perú.
El argentino Carlos Vega argumenta que la zamacueca nace en 1610 en el barrio de Malambo (un barrio del distrito del Rímac, en la ciudad de Lima, Perú), indicando que es una danza de pareja suelta, picaresca y donde los bailarines usan un pañuelo en la mano.
Es indudable (según estas teorías) la influencia de la jota española en la zamacueca tanto como en la cueca, la mayoría de los danzologos que proponen las teorías hispanistas sugieren a la jota aragonesa como su precursora.

### Corriente africanista
Esta corriente sostiene que su origen es afroperuana puesto que han sido zambos y negros los principales danzantes recordando los bailes africanos.
La denominación "zamacueca" provendría de "zamba clueca" donde la "zamba" (mujer mestiza negro/amerindio) realiza movimientos como una gallina "clueca" que ha puesto un huevo. El musicólogo Nicomedes Santa Cruz indica que, en kimbundu, la palabra «zamba», o samba, significa 'baile', mientras que la palabra «cueca» hace alusión a «clueca», el «estado de agresividad que toma la gallina luego de poner sus huevos frente al macho».
A inicios de 1800 el baile se llamó "zamba" y luego "zamacueca", que los africanistas consideran el origen de la marinera y otros bailes como la "mozamala", la "cueca" o el "baile del pañuelito".
El costumbrista Fernando Romero Pintado indica que el baile colonial llamado "Zamba" realizado por bozales y mulatos es la madre de la zamacueca y abuela de la marinera. Así mismo, el investigador José Durand sustenta que la zamacueca es la madre de la marinera.

### Corriente chilenista
Según el musicólogo chileno Samuel Claro en 1994, su raíz se sitúa en la tradición arábiga del canto a la rueda llevado por los andaluces a Chile durante la Colonia (1600-1810), que en la Guerra de la Independencia (1813-1826) recibió el nombre de "chilena". Como tal llegó en manos de la Expedición Libertadora del Perú (1820-1824) a Lima, donde a su vez fue bautizada como "zamacueca" y regresó a Chile hacia 1824.

## Derivaciones

### Cueca

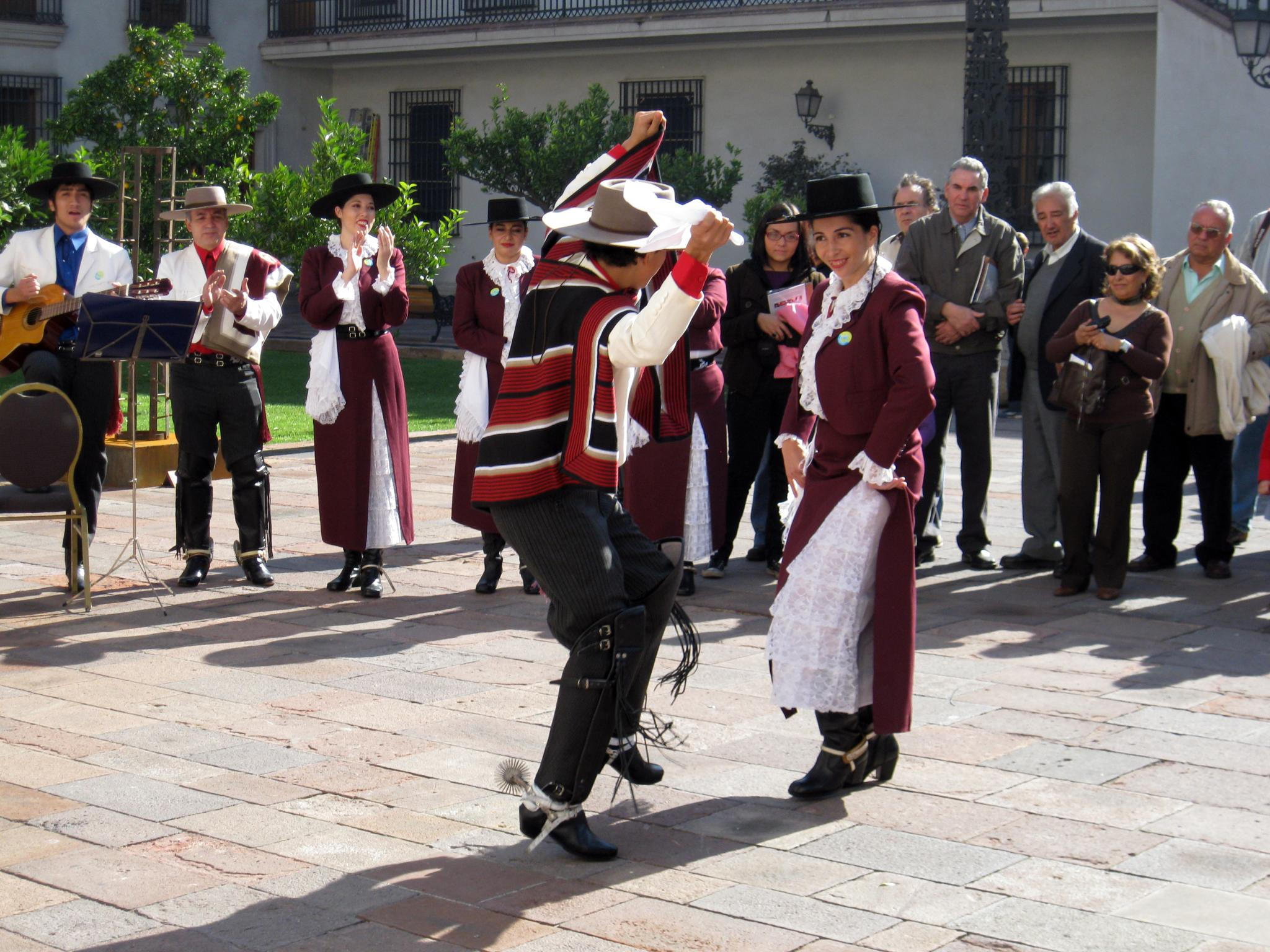
Cueca en La Moneda, Santiago de Chile.

La zamacueca llega a Chile entre 1810 y 1825, según el músico y compositor chileno de la época José Zapiola Cortés, transformándose en la cueca chilena. Desde Chile pasó a Argentina, donde se convertirá en sus actuales variantes: la cueca cuyana y la riojana.
A lo largo del siglo XIX, la cueca también llega a Bolivia desde Arequipa (Perú), por un lado, y desde Chile, por el otro. Desde Bolivia llega al norte de Argentina, donde derivará en la cueca norteña.
Luego, hacia el final de la guerra contra la Confederación Perú-Boliviana (1839), junto con las tropas chilenas del Ejército Unido Restaurador, retornaría al Perú bautizándola como "chilena", confundiéndose en parte con la ya existente zamacueca. De hecho, hasta antes de la guerra del Pacífico, el mismo baile, que era conocido con los nombres de el baile del pañuelito, mozamala y zamacueca, entre otros, era más generalmente llamada "la chilena", como señala el músico y escritor peruano Abelardo Gamarra Rondó. No obstante, durante la época de la guerra, la entonces "chilena" sería rebautizada, por iniciativa del mismo Gamarra, apodado "El Tunante", como "marinera", "baile de marinería" o "baile de la Marinera".
En Bolivia tiene dos partes iguales, mientras que en Chile tiene solo una con estructura diferente. A Chile llegó con elementos del fandango, música local sobre escalas mayores europeas, mientras que en la zona central y en la primera región, se desarrolló en tonos menores y aun bimodales.
A México llegó en el siglo XIX por influencia de marineros chilenos en la época de la independencia o probablemente para la Fiebre del oro de California pasando a denominarse Chilena aunque rápidamente tuvo una evolución local. Actualmente debido a la inmigración chilena se baila en Estados Unidos.

### Marinera

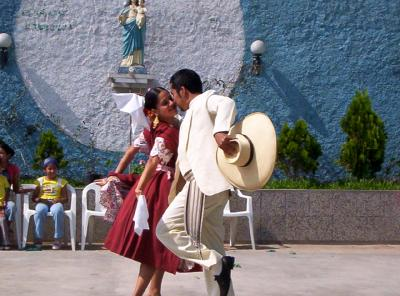
Pareja bailando una marinera.

Antes de la guerra del Pacífico, el baile popular era conocido con diversos nombres, como señala el músico y escritor peruano Abelardo Gamarra Rondó en su artículo El baile nacional de su libro "Rasgos de pluma", como, por ejemplo, el baile del pañuelito, mozamala y zamacueca. Sin embargo, hasta 1879, año del inicio de la guerra, su nombre más generalizado era "la chilena".
Durante la época de la guerra del Pacífico, la entonces "chilena" fue rebautizada, por iniciativa del mismo Gamarra, apodado "El Tunante", como "marinera", "baile de marinería" o "baile de la Marinera", en homenaje a Miguel Grau y a la Marina de Guerra del Perú
La marinera denominada como marinera norteña tiene también una influencia del tondero, que es anterior a la zamacueca.